# Michelada

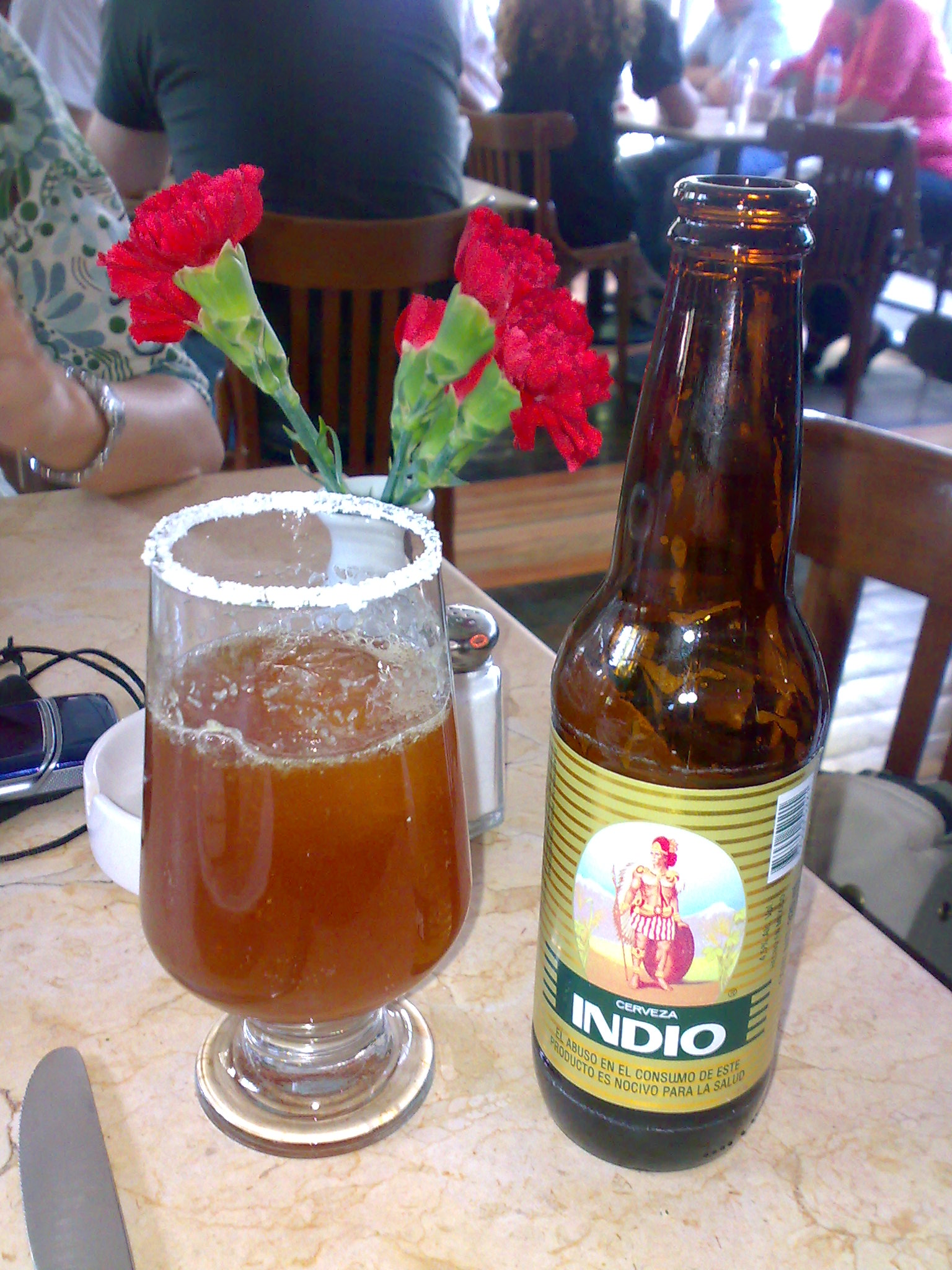
En michelada-variant utan tomatjuice

Michelada är en öldrink med sitt ursprung i Mexiko. Drinken finns i många varianter och utföranden, men vanliga ingredienser är öl, limejuice, starka såser (exempelvis tabasco, worcestersås eller sojasås), kryddor (chilipeppar eller svartpeppar) och tomatjuice. Drinken serveras i kylda glas, med eller utan is, med en saltad kant.
Sojasås används inte i Mexiko utan s.k. Maggisås som är en köttsås mycket likt bovril. 